# Boulleville
Boulleville település Franciaországban, Eure megyében. Lakosainak száma 1227 fő (2022. január 1.). Boulleville Beuzeville és Foulbec községekkel határos.

## Népesség
A település népességének változása:
| Lakosok száma | 343  | 458  | 533  | 875  | 1058 | 1140 | 1148 | 1185 | 1204 | 1227 |
|               | 1968 | 1982 | 1990 | 2006 | 2013 | 2015 | 2017 | 2019 | 2020 | 2022 |